# Нововолинський завод будівельних материалов
Нововолинський завод будівельних материалов — промислове підприємство в місті Нововолинськ Волинської області, яке припинило виробничу діяльність.

## Історія
Нововолинський цегельний завод потужністю 27 млн. шт. цегли на рік був побудований відповідно до п'ятого п'ятирічного плану відновлення і розвитку народного господарства СРСР і введений в експлуатацію в 1953 році.
У 1956 році почалася розробка родовища глини поблизу села Низкиничі Іванічеського району. Глиняний кар'єр (через який в тому ж році була побудована високовольтна лінія електропередач, також забезпечувала шахту «Нововолинська № 4») став новим джерелом сировини для заводу. У зв'язку з розширенням асортименту продукції, яка випускається, завод отримав нову назву — Нововолинський завод будівельних матеріалів.
У перші роки завод в основному забезпечував потреби міського й місцевого будівництва, після розширення виробництва відповідно до семирічного плану продукція заводу почала надходити за межі Волинської області.
В цілому, за радянських часів завод входив до числа провідних підприємств містаref name=autogenerated1 />.
Після проголошення незалежності України завод перейшов у підпорядкування державної корпорації «Укрбудматеріали».
У травні 1995 року Кабінет міністрів України затвердив рішення про приватизацію заводу, після чого державне підприємство було перетворено у відкрите акціонерне товариство.
В цей час завод спеціалізувався на виробництві керамічної цегли.
У 2006 році видобуток глини в кар'єрі біля села Низкиничі була припинена, а в 2009 році кар'єр був закритий. У наступні декілька років стан кар'єра погіршувався, а водойма, яка виникла на дні кар'єру ускладнила можливість відновлення видобутку сировини.
6 червня 2013 року Господарський суд Волинської області визнав Нововолинський завод будівельних матеріалів банкрутом.